# Rachid Taha
Rachid Taha (18. září 1958 Sig, Alžírsko – 12. září 2018 Paříž) byl alžírský zpěvák. Přestože se narodil v Alžírsku, již během tamní války o nezávislost se s rodiči přestěhoval do Francie. Své první sólové album nazvané Barbès vydal v roce 1990. V pozdějších letech vydal několik dalších alb a na některých z nich spolupracoval s britským kytaristou a producentem Stevem Hillagem.
V roce 2004 nahrál na své album Tékitoi pod názvem „Rock El Casbah“ coververzi písně „Rock the Casbah“ od skupiny The Clash.
Zemřel v Paříži v roce 2018 ve věku 59 let.

## Diskografie
- Barbès (1990)
- Rachid Taha (1993)
- Olé, Olé (1995)
- Diwân (1998)
- Made in Medina (2000)
- Tékitoi (2004)
- Diwan 2 (2006)
- Bonjour (2009)
- Zoom (2013)